# Lördagskorv

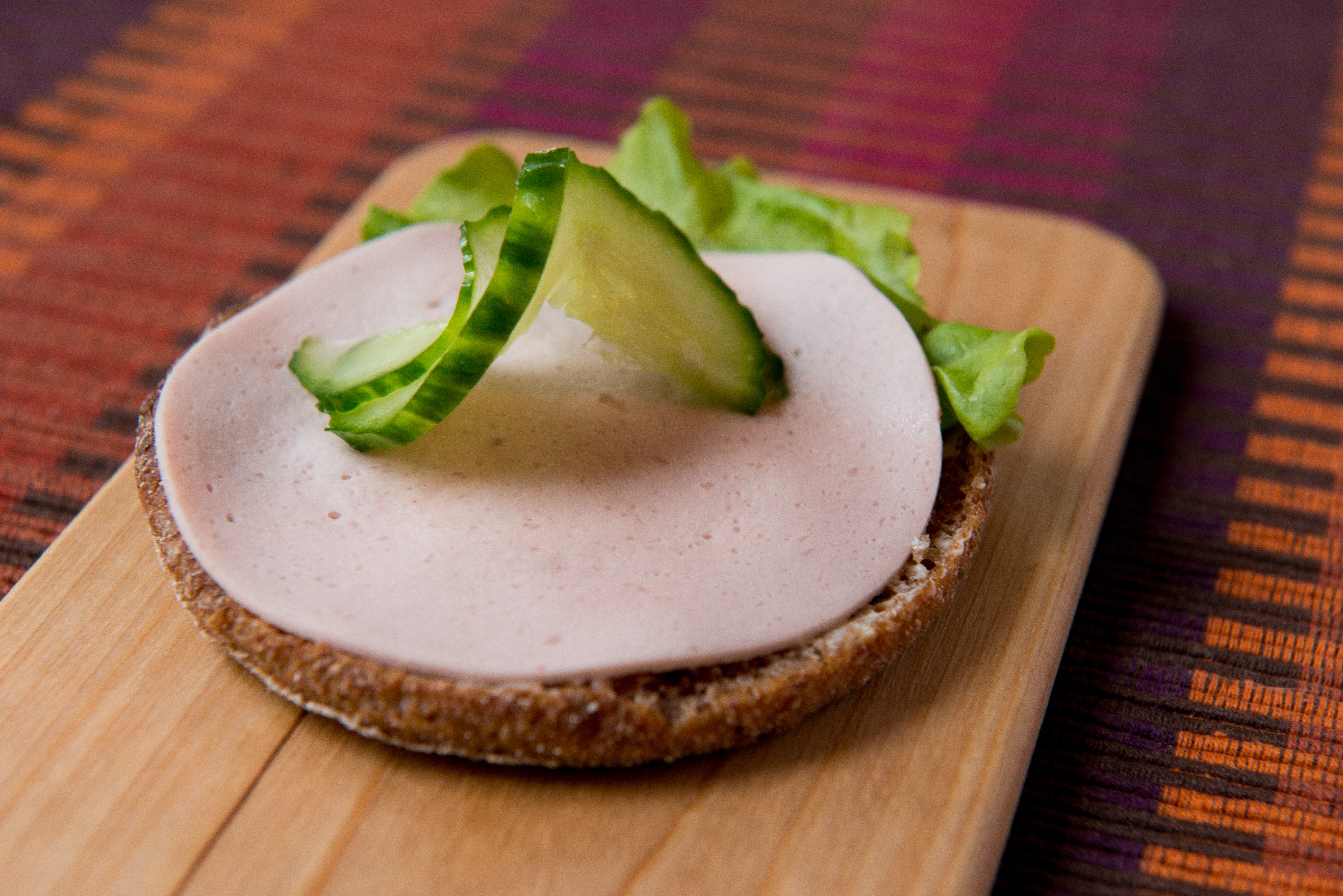
En smörgås med lördagskorv

Lördagskorv (på finska lauantaimakkara) är en korv som främst används som smörgåspålägg och återfinns i Norden, främst Finland. Den består främst av fläskkött och påminner en hel del om svensk falukorv. 
August Müller hade ett charkuteri i Helsingfors och sägs vara den som gjorde den första lördagskorven.